# Estat d'Amapá
Amapá és un estat situat a la Regió Nord del Brasil. Fa frontera amb la Guaiana Francesa al Nord-oest. A l'Est hi ha l'oceà Atlàntic, i al Sud i a l'Oest l'estat brasiler de Pará. Ocupa una àrea de 143.453,7 km². La capital és Macapá. Les ciutats més populoses són Macapá i Santana.

## Història
L'inici del poblament d'Amapá per humans es pot datar com a mínim al 7000 aC, amb l'anomenada cultura Aristé, caracteritzada per la seva ceràmica simple i les fortificacions amb les que van dominar el litoral. Al voltant del segle x sembla haver-hi hagut una fragmentació cultural, amb noves pràctiques. Amapá estava poblada per societats indígenes com els palikurs, els maracá-cunani i els tucuju quan va ser descoberta pels europeus el 1499, a través de l'explorador Vicente Yáñez Pinzón.
Amb el nom de capitania de la Costa del Cap Nord, la regió va patir invasions d'anglesos i neerlandesos, que foren expulsats pels portuguesos. Al segle xviii, el Regne de França va reivindicar la possessió de l'àrea. El Tractat d'Utrecht, de 1713, va establir la frontera —encara vigent— entre l'Amèrica portuguesa i la Guaiana Francesa a la desembocadura del riu Oiapoque, mantenint el territori sota l'administració de la capitania de Grão-Pará.
El descobriment d'or i la valorització del cautxú en el mercat internacional, durant el segle xix, promogueren el poblament de l'Amapá i accentuaren les disputes territorials amb la Tercera República Francesa. A partir de la dècada del 1890, França va començar a reclamar aquest territori i l'ocuparen per la força el 1895. El President del Brasil, Manuel Ferraz de Campos Sales, portà el cas a una comissió d'arbitratge internacional presidida pel suís Walter Hauser. L'1 de desembre de 1900, la comissió d'arbitratge de Ginebra, concedí la possessió del territori al Brasil, incorporat al Pará amb el nom d'Araguari. El 1943 es convertí en territori federal batejat com a Amapá.
El descobriment de rics jaciments de manganès a la Serra del Navío, el 1945, alterà significativament l'economia local. El 5 d'octubre de 1988, amb la promulgació de la Constitució, fou elevat a la categoria d'unitat federativa, esdevenint un estat l'1 de gener de 1991.
El novembre de 2020, l'estat patí la pitjor apagada elèctrica en la història del Brasil, quedant-se la població sense llum durant 22 dies, afectant a 13 dels 16 municipis en plena pandèmia de Covid-19, i portant a nombroses protestes ciutadanes.

## Geografia
La geografia d'Amapá és generalment plana, excepte pel terreny muntanyós al nord-occident. També presenta zones pantanoses a la costa. Els rius principals de l'estat són el riu Amazones l'Oiapoque, l'Araguari i el Jari, vitals per el transport i economia de l'estat.
El clima de l'estat és equatorial calent i humit, i l'estat és cobert principalment per la selva pluvial. Les temperatures oscil·len entre 20 i 36 °C entre dos estacions (estiu i hivern).

## Demografia
Amapá és el segon estat menys poblat del Brasil, amb tan sols 733.659 persones el 2022, repartits a raó de 5,15 habitants per quilòmetre quadrat.
| Color       | Percentatge (2022) |
| ----------- | ------------------ |
| Blanc       | 21,4%              |
| Negre       | 11,8%              |
| Mulat/Altre | 66,8%              |
| Indígena    | 1,5%               |

## Economia
El sector econòmic principal d'Amapá és el sector terciari. La major part del minoritari sector primari està format per petites propietats familiars. Tot i així, Amapá disposa d'una destacada indústria extractiva de minerals i fusta. El sector secundari està concentrat especialment a Santana.
El 2023 els ciutadans d'Amapá comptaven amb un ingrés mensual per càpita de 1.520 reals brasilers. El 2016 poc menys de la meitat de residents de més de 16 anys tenien una feina regular.